# Коннекшн-Юкрейна
ФК «Конекшн Україна» (Футбольний клуб «Connection-Україна»; англ. Football Club Connection-Ukraina) — американський спортивний клуб з міста Чикаго.
Заснований 2002 року. На початку свого існування команда виступала як спортивний клуб промислового підприємства MJM Chicago, де і працювала значна частина гравців. З 2002 по 2004 рік команда поповнювалась новими гравцями, в основному це були представники четвертої хвилі української еміграції. У певний період існувала думка створити повноцінну футбольну команду, яка зможе брати участь у офіційних змаганнях і турнірах виникла одночасно у групи однодумців, а саме Володимира Кулини, Романа Третяка, Романа Челепіса та Романа Капеняка. В цей час у команди з'явився перший серйозний спонсор, компанія BSA, яка виділила кошти на початкові витрати для клубу.
У 2004 році Connection бере участь у першому офіційному турнірі Berwin Open Cup, який проходив протягом двох місяців і налічував 12 команд. Вже тут стало видно потенціал команди, яка зайняла 1 місце в своїй підгрупі, поступившись лише у півфіналі майбутнім переможцям турніру.
Після такого вдалого виступу на зборах команди було прийнято рішення заявитись до змагань у Chicago Metropolitan Soccer League — найсильнішій аматорській лізі Чикаго. Команду очолив В'ячеслав Лендел — колишній гравець львівських «Карпат».